# Yvonne Ehrentraut
Yvonne Ehrentraut (* 18. Mai 1914 in Paris; † 27. Dezember 1982 in Köln) war eine deutsche Künstlerin.

## Leben
Yvonne Ehrentraut wurde in Paris geboren, wo ihre Eltern als Auslandskorrespondenten tätig waren. Als der Erste Weltkrieg ausbrach, ließen ihre Eltern sie bei Freunden ihrer Mutter in einem Dorf bei Douai in Nordfrankreich zurück. 1915, als das Gebiet unter deutscher Besatzung war, holte ihre Mutter sie nach Berlin-Charlottenburg, wo sie aufwuchs und 1933 das Abitur machte.
Nach dem Abitur ließ sie sich zur Lehrerin der Landwirtschaftlichen Haushaltskunde ausbilden. 1939 heiratete sie den Bauingenieur Werner Liesegang und gab ihren Beruf auf.
Die Zeit von 1939 bis 1945 verbrachte sie in Bromberg. Nach der Flucht aus Bromberg zusammen mit ihrer Mutter und drei kleinen Kindern war sie als Gartenarbeiterin und später als Lehrerin in Biendorf/Anhalt tätig. 1947 flüchteten sie weiter nach Bruchhausen-Vilsen. Dort begann sie wieder zu schreiben und zu malen. Die vorher entstandenen Bilder musste sie zurücklassen. Ihr Mann kehrte verletzt aus der Kriegsgefangenschaft zurück und war zunächst arbeitslos. 1949 wurde das vierte Kind geboren. 1953 übersiedelte die Familie nach Horrem und 1955 erfolgte der Umzug nach Krefeld, wo das fünfte Kind zur Welt kam. Ab 1962 lebte die Familie in Köln und Yvonne Ehrentraut arbeitete im eigenen Atelier.

## Werk
Ehrentraut verfasste im Jahr 1950 das Gedichtheft: „Lasst alle Hoffnung fahren…“ und reichte es am 28. November 1950 an Minister Heinrich Albertz weiter. 1955 erstellte sie „Von der Weichsel an den Rhein – Die Entwicklungsgeschichte dreier Kinder“. Ferner schrieb sie „Aktionen – Reaktionen (Bewusstwerdung in unserer Zeit)“.
Zeit ihres Lebens blieb sie Autodidaktin und erarbeitete sich im Selbststudium Zeichen- und Maltechniken. 1955 begann sie mit großformatigen Ölbildern. Seit Ende der 1970er Jahre experimentierte sie mit Kupfer-Bootslack, der eine besondere Textur und Farbgebung ermöglichte. Im Jahr 1980 schrieb sie in ihrem Lebenslauf:
„Beim Neubeginn 1955 bestand zunächst die Absicht, Expressionismus und Impressionismus gewissermaßen gleichzeitig anzuwenden und dadurch beide zu überwinden, was naturgemäß zu dauernden Konflikten beim Arbeitsprozess führen musste – ‚Behauptung der Linie oder ihre Auflösung‘ – das muss jeweils neu entschieden werden, inwieweit eine Kontur, eine Farbe, ein Schatten nötig sind, um das Wesentliche der ‚Idee‘ auszusagen, das Bleibende hinter den Erscheinungen.“
Sie signierte ihre Bilder mit ihrem Mädchennamen. Bis zu ihrem Tod am 27. Dezember 1982 entstanden zirka 700 Ölbilder und 1000 Zeichnungen.
Sie unterstützte die Band Vinegar, in dem ihr Sohn Bernhard Liesegang in ihrem Atelierraum im Keller probte.

## Ausstellungen (Auswahl)
- 1957 Studio des Kaiser Wilhelm Museums, Krefeld „Zeitprobleme in der Laienmalerei“, Aquarelle und Ölbilder[6]
- 2010 Institut Sys-Ta-Lo, Köln, Yvonne Ehrentraut (1914 – 1982) „Eine Frau darf sich jetzt zeigen“, Ölbilder und Zeichnungen[7]
- 2022 Kunsthaus Seelscheid – Burkard Sondermeier, Neunkirchen-Seelscheid, Yvonne Ehrentraut (1914 – 1982) „Fragen an die Freiheit“, Ölbilder und Zeichnungen[8]